# Caso Degollados
Le Caso Degollados (« Affaire des égorgés ») désigne l'assassinat de trois intellectuels communistes sous la dictature de Pinochet, le 30 mars 1985. Ce crime devient un cas emblématique des violations des droits de l'homme au Chili, forçant le général César Mendoza, membre de la junte depuis le coup d'État de 1973, à démissionner le 2 août 1985. Les coupables ne sont condamnés qu'avec le retour de la démocratie, tandis que la « loi Mendoza » est promulguée après la démission du général, permettant à toute personnalité publique « investie de dignité » à refuser de témoigner devant les tribunaux.

## Les meurtres: des «règlements de comptes entre marxistes»?
Les victimes étaient le juriste Santiago Nattino (moins de 30 ans), le professeur Manuel Guerrero (moins de 30 ans) et le sociologue José Manuel Parada (35 ans). 
Santiago Nattino, proche du syndicat enseignant AGECH, est enlevé le 28 mars 1985. Manuel Guerrero, dirigeant de l'AGECH, et Manuel Parada, membre de l'association catholique de défense des droits de l'homme Vicaría de la Solidaridad avaient été enlevés le 29 mars 1985 par des agents de la Dirección de Comunicaciones de Carabineros (DICOMCAR). Nattino avait été enlevé dans la rue, et Guerrero et Parada par des hommes armés aux portes du Collège Latinoaméricain. Le professeur Leopoldo Muñoz, qui sort du Collège pour les défendre, est lui grièvement blessé par balle.
Leurs cadavres sont découverts le lendemain, la gorge tranchée et avec des signes de torture, près de l'aéroport de Santiago,.
Tout comme lors de l'opération Colombo (1975), la junte attribue dans un premier temps les morts à des « règlements de compte entre marxistes ». Parada était marié à Estela Ortiz, fille de Fernando Ortiz, membre du Comité central du PCC assassiné en 1976 lors de l'opération Calle Conferencia. Nattino avait cessé toute activité militante depuis longtemps, tandis que Guerrero et Parada exerçaient des activités publiques.

## L'impasse de la première enquête et la démission de César Mendoza

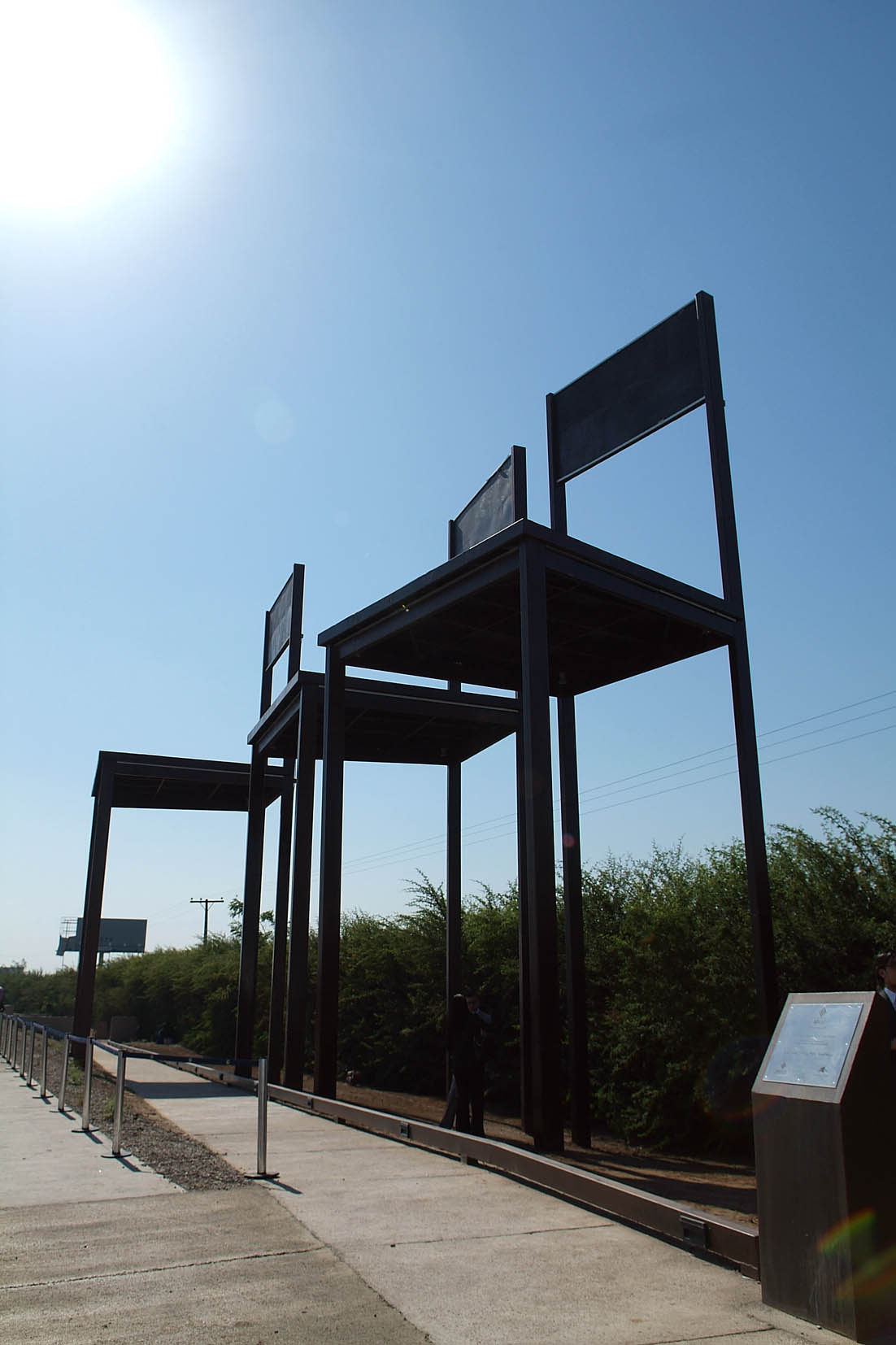
Monument commémoratif, dénommé Un lugar para la memoria : Nattino, Parada y Guerrero, un Lieu pour la mémoire, construit à proximité de l'aéroport de Santiago où furent découvertes les dépouilles des victimes (avenue Américo Vespucio, commune de Quilicura). Il fut inauguré le 29 mars 2006 par la présidente Michelle Bachelet.

Suscitant l'indignation publique, le magistrat à la Cour d'appel de Santiago, José Cánovas Robles, fut chargé d'enquêter en tant que procureur spécial (Ministro en Visita Extraordinaria) sur l'affaire. Lorsqu'il se rendit compte que la piste menait vers des gendarmes, il décida de transférer l'affaire à la justice militaire, le 1er août 1985. En effet, il avait émis le même jour des mandats d'arrêts contre deux colonels, un major, deux capitaines et deux officiers des carabineros, et cinq sous-officiers pour leur participation présumée au meurtre, et les avait inculpés de délit de droit commun (deux officiers étaient notamment accusés d'avoir altéré les plans de vol des hélicoptères ayant servi à transférer les séquestrés) : étant donné qu'ils étaient sous uniforme, ils devaient être jugés, affirmait-il, par les tribunaux militaires.
Cependant, le général Samuel Rojas, chargé de l'affaire, se déclara incompétent, affirmant que les suspects devaient être jugés sous la loi de sécurité intérieure de l’État, car ces crimes visaient à provoquer « un effet de terreur intimidant la population, afin d'annuler ses expressions de dissension vis-à-vis de la conduite de la politique nationale ».
Le scandale contraignit néanmoins le général César Mendoza, chef des Carabineros et membre de la junte militaire depuis le coup d’État de 1973, à démissionner le 2 août 1985. Le général Carlos Donoso, directeur de l'Ordre et de la Sécurité des Carabineros, démissionna également, tandis que 14 carabineros soupçonné par la justice furent contraints à prendre leur retraite anticipée. La DICOMCAR (Direction de communication des carabineros), appareil répressif des Carabineros, fut dissoute,, et Rodolfo Stange (en) fut nommé nouveau Directeur général des Carabineros, dont l'institution fut réorganisée.
Le juge Cánovas, qui avait accepté de reprendre l'affaire espérant faire avancer l'enquête et éclaircir les responsabilités, fit incarcérer le 26 août 1985 le capitaine de gendarmerie Patricio Zamora Rodríguez et le capitaine à la retraite Héctor Díaz Anderson. Deux jours plus tard, ce fut au tour de Julio Luis Omar Michea Muñoz, ex-chef du Département des Affaires internes et externes de la dissoute DICOMCAR, et le 29 août, ce fut celui du major Guillermo Washington González Betancourt. Ayant inculpé le 30 août sept officiers, il se déclara à nouveau incompétent,.
Peu de temps après, la junte promulgua la « loi Mendoza », qui permettait à toute personne publique « investie de la dignité » de ne pas témoigner devant un tribunal, ne pouvant être interrogé qu'à domicile par les juges.
Dans un rapport spécial de 1985, la Commission interaméricaine des droits de l'homme espérait que fussent identifiés et condamnés les responsables de ces meurtres.
Il fallut attendre la transition démocratique pour faire juger les coupables.

## La transition démocratique
En 1994, le juge Milton Juica (président de la Cour suprême en 2010), (les mêmes que celles identifiées par Cánovas), contre des officiers et sous-officiers carabineros. Six d'entre eux sont condamnés à perpétuité, mais la Cour suprême ramène ce chiffre à cinq. 
En mars 2006, la présidente socialiste Michelle Bachelet, amie proche des victimes, inaugure un monument commémoratif. Le financement (75 millions de pesos) est assuré par le Ministère des Travaux publics, raison pour laquelle le ministre Eduardo Bitrán assiste également à l'inauguration. Tranchant avec la politique de la dictature de Pinochet, il déclara alors :

« C'est un signal puissant que le pays ne se construit pas seulement avec des grandes infrastructures, mais aussi avec un respect sans limites pour la vie, la solidarité. »

La cérémonie comptait aussi avec les proches des victimes, le ministre de l'Intérieur Andrés Zaldívar ; le porte-parole du gouvernement Ricardo Lagos Weber ; la ministre secrétaire général de la présidence Paulina Veloso ; la ministre du Logement Patricia Poblete ; le sénateur Guido Girardi (PPD) ; la veuve de José Manuel Parada, Estela Ortiz (amie proche de Michelle Bachelet, elle est chargée de Jujil - Junta Nacional de Jardines Infantiles -, une organisation éducative), et le président du Parti communiste Guillermo Teillier, ainsi que le dirigeant du Colegio de Profesores, Jorge Pavez. La députée de droite (Rénovation nationale) Karla Rubilar était aussi présente en signe de réconciliation nationale.
Après l'arrivée à la droite du pouvoir, à l'occasion de l'élection présidentielle de 2010 remportée par Sebastián Piñera (Rénovation nationale), mettant fin au gouvernement de la Concertation, le nouveau directeur de la Gendarmerie, le général Iván Andrusco, dut démissionner après que son passé à la DICOMCAR fut révélé, notamment par le député communiste Hugo Gutiérrez (es).

## Source originale partielle
- (es) Cet article est partiellement ou en totalité issu de l’article de Wikipédia en espagnol intitulé « Caso Degollados » (voir la liste des auteurs).